# تومي آدامز (كرة سلة)
تومي آدامز (بالإنجليزية: Tommy Adams)‏ مواليد 15 يناير 1980 في فرجينيا، هو لاعب كرة سلة أمريكي. بدأ مسيرته الاحترافية في سنة 2002. يبلغ طوله 6 قدم 3 بوصة (1.9 م). لعب مع تي بي بي ترير وأورورا باسكت ييزي.

## روابط خارجية
- توماس آدامز على موقع كرة السلة الأوروبية.كوم (الإنجليزية)
- توماس آدامز على موقع كلية كرة السلة في سبورتس رفرنس.كوم (الإنجليزية)
- توماس آدامز على موقع ريلجم (الإنجليزية)
- توماس آدامز على موقع بروبوليرز (الإنجليزية)
- توماس آدامز على موقع سبورتس رفرنس (الإنجليزية)